# Agapanthia korostelevi
Agapanthia korostelevi är en skalbaggsart som beskrevs av Aleksandr Sergeievich Danilevsky 1985. Agapanthia korostelevi ingår i släktet Agapanthia och familjen långhorningar. Inga underarter finns listade i Catalogue of Life.